# Anasis-II

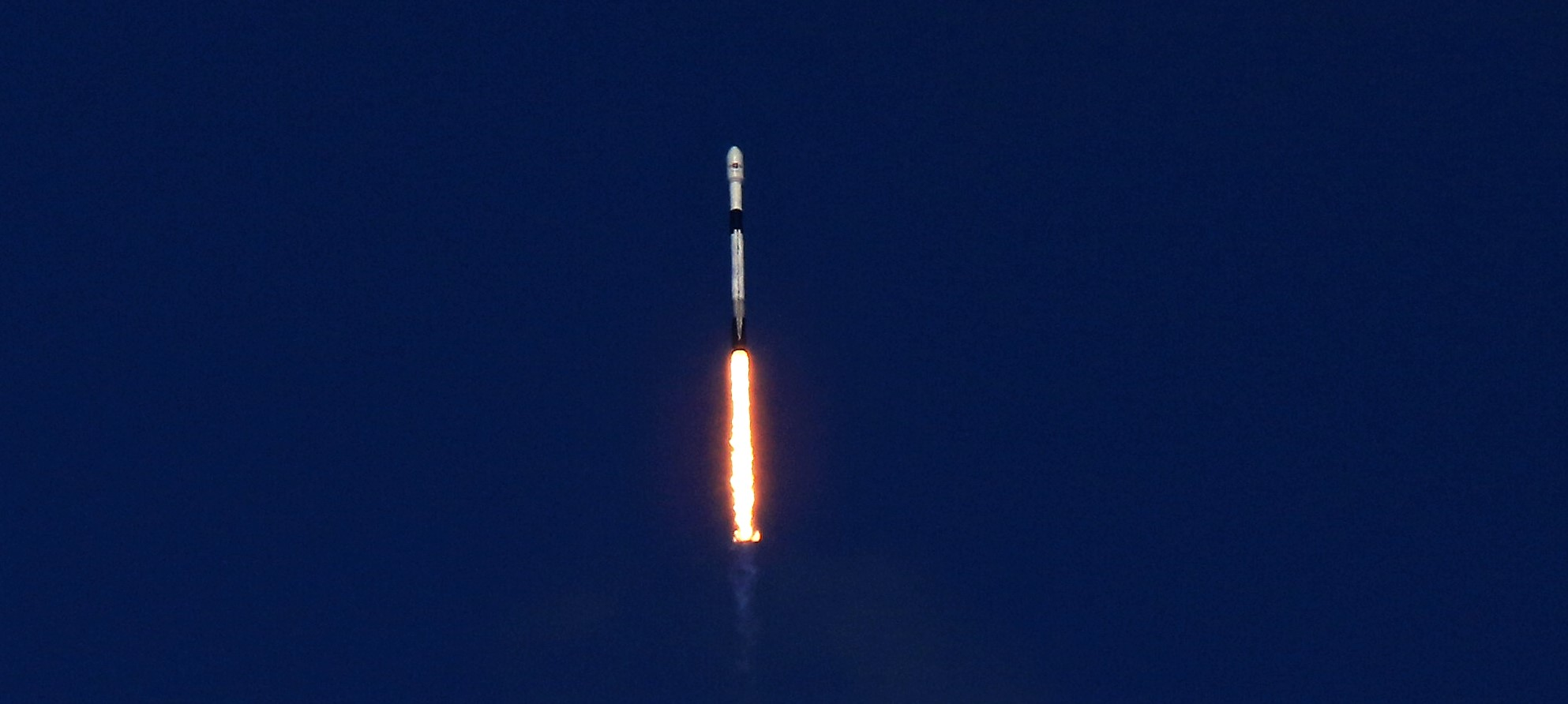
Die Falcon 9-Rakete beim Start der ANASIS-II-Mission

Anasis-II oder Anasis 2 (kurz für Army/Navy/Air Force Satellite Information System 2), ursprünglich KMilSatCom 1, auch Koreasat 116 genannt, ist der erste rein militärische Kommunikationssatellit Südkoreas. Der Satellit wurde von Airbus Defence and Space gebaut und am 20. Juli 2020 vom Cape Canaveral in den USA aus gestartet. Zehn Tage darauf erreichte er seine geostationäre Position. Er konnte jedoch zunächst nicht in Betrieb gehen, weil das dafür nötige Bodensegment noch nicht fertiggestellt war. Letztlich soll Anasis-II den 14 Jahre älteren, kombiniert militärisch-zivilen Kommunikationssatelliten Anasis‑I/Koreasat 5 ersetzen.

## Satellit
Die koreanischen Streitkräfte hatten den Satelliten im Jahr 2014 bei dem US-amerikanischen Rüstungs- und Raumfahrtkonzern Lockheed Martin in Auftrag geben. Es handelte sich um ein Kompensationsgeschäft im Rahmen einer Bestellung von 40 F-35A-Kampfjets. Nachdem sich herausstellte, dass Airbus den Satelliten preiswerter bauen konnte, kaufte der US-Konzern ihn bei Airbus ein. Am 10. Juni 2020 wurde Anasis-II vom französischen Toulouse zum Startplatz in den USA geliefert.
Die technischen Daten und die geostationäre Position des Satelliten wurden nicht veröffentlicht. Der verwendete Satellitenbus Eurostar 3000 wiegt einschließlich Kommunikationsnutzlast typischerweise 4,5 bis 6,5 Tonnen.

## Start
Mit dem Transport des Satelliten in eine geostationäre Transferbahn wurde das US-amerikanische Raumfahrtunternehmen SpaceX beauftragt. SpaceX machte diesen Auftrag im Mai 2020 bekannt.
Der Start erfolgte am 20. Juni 2020 mit einer Falcon-9-Rakete von der Rampe 40 der Cape Canaveral Air Force Station. Um die Treibstoffreserven des Satelliten zu schonen, wurde er in eine besonders hochenergetische („supersynchrone“) Transferbahn gebracht. Anschließend gelang SpaceX erstmals das Auffangen beider Nutzlastverkleidungshälften der Rakete mit den Spezialschiffen GO Ms. Tree und GO Ms. Chief. Die Erststufe der Rakete war bereits am 30. Mai 2020 für den Start von SpX-DM2 verwendet worden, dem ersten bemannten US-amerikanischen Raumflug seit Ausmusterung des Space Shuttle. Mit Anasis-II wurde dann erstmals eine Raketenstufe innerhalb von weniger als zwei Monaten wiederverwendet.